# Kanasinakatte, Bhadravati
Kanasinakatte là một làng thuộc tehsil Bhadravati, huyện Shimoga, bang Karnataka, Ấn Độ.